# Phytomyza liturata
Phytomyza liturata este o specie de muște din genul Phytomyza, familia Agromyzidae, descrisă de Brulle în anul 1833.
Este endemică în Grecia. Conform Catalogue of Life specia Phytomyza liturata nu are subspecii cunoscute.